# 长崎玉成短期大学
长崎玉成短期大学（日语：／ Nagasaki Gyokusei Tanki Daigaku *）是过去一所位于日本长崎县长崎市的私立短期大学。

## 概要

### 简介
- 学校最早可以追溯到1892年即长崎女子裁缝学校的创立。短期大学为于1953年开办[1]、由学校法人玉木学园经营。开始招収男学生从2007年、招生到2010年、停办于2012年[2]。

### 历史
- 1953年 于长崎市爱宕町玉木女子短期大学成立。并同时设置服装科[注 4]。
- 1963年 食物科成立。
- 1969年 校园迁址至长崎市风头町。两个学科改名为、以下列举。
  - 　食物科⇒食物营养学科成立[注 3]。
  - 　服装科[注 4]⇒服装学科[注 5]
- 1975年 幼儿教育学科成立。
- 2004年 服装学科[注 5]改名为服饰设计学科[注 2]。
- 2007年 改校名为长崎玉成短期大学、开始招収男学生。
- 2010年 最后一年招生、次年停止招生（正式停办于2012年3月31日[2]）。

## 学校环境
- 校区：在了长崎县长崎市[注 1]

## 历任校长
- 横山哲夫：最后短期大学校长[2]

## 组织

### 学科
- 幼儿教育学科

### 前学科
| - 服饰设计学科 - 食物营养学科 |

### 专科
| - 没有 |

### 业余课程
| - 没有 |

### 附属学校
- 幼儿园：成立于2007年[2]

## 相关链接
- 日本短期大学列表